# 高謐
高謐（428年—472年），字安平，渤海蓚縣（今河北景縣）人，北魏官員，也是北齐開國君主高洋的曾祖父。

## 生平
高謐是北魏秦州刺史高湖的第三子。史載高謐「有文武才度」，曾因犯法徙居怀朔镇。在太安年間以功臣之子進入宮廷工作，負責管理典籍，受魏文成帝重用，拜為祕書郎。他以典籍殘缺，奏請文成帝收集書冊，加以繕寫收藏。到獻文帝時他經常向魏獻文帝講讀，再拜為蘭臺御史。後來他改職修訂書籍，掌攝內外，彈劾非法的官員，從不畏懼，受人稱讚；至延興二年九月去世，虛歲四十五。太昌年間追贈使持節、侍中、都督青徐齊濟兗五州諸軍事、驃騎大將軍、太尉公，青州刺史，諡號武貞公。

## 家庭

### 夫人
- 河南叔孙氏，给事中叔孙崇之女，封陳留郡君[2]

### 儿子
- 高樹生
- 高翻